# Eveline Hasler
Eveline Hasler (* 22. März 1933 in Glarus) ist eine Schweizer Schriftstellerin.

## Leben und Werk
Eveline Hasler studierte Psychologie und Geschichte an der Universität Freiburg und in Paris. Anschliessend war sie an ihrem Wohnsitz St. Gallen u. a. als Sekundar-Lehrerin tätig. In den Sechziger- und Siebzigerjahren verfasste sie Kinder- und Jugendbücher, danach auch zunehmend Lyrik und erzählerische Werke für Erwachsene. Ihre Romane behandeln meist Stoffe aus der Schweizer Geschichte. Haslers Werk wurde vielfach ausgezeichnet – unter anderem wurde das Werk Komm wieder, Pepino auf der Ehrenliste des Hans-Christian-Andersen-Preises aufgeführt. Ihre Bücher sind bisher in zwölf Sprachen übersetzt.
Mit ihrer ersten historischen Biografie Anna Göldin. Letzte Hexe (1982) beschrieb sie das Leben der Anna Göldi, die der Hexerei bezichtigt und am 13. Juni 1782 hingerichtet wurde. 226 Jahre später, 2008, wurde sie, auch dank der Recherchearbeit des Glarner Autors Walter Hauser, rehabilitiert. Weitere historische Persönlichkeiten, denen sich Hasler unter anderem annahm, waren Emilie Kempin-Spyri, die erste Schweizer Juristin mit Doktortitel; Rösy Fäh, eine Schweizerin, die in Frankreich hunderte jüdische Kinder vor den Nationalsozialisten beschützt hatte; Julie Bondeli, die im Bern des 18. Jahrhunderts Salonnière war und den Mittelpunkt des kulturellen Lebens darstellte, und Henri Dunant, der Gründer des Internationalen Komitees vom Roten Kreuz.
Eveline Hasler ist Mitglied des Vereins Autorinnen und Autoren der Schweiz und des Deutschschweizer PEN-Zentrums. Ihr Archiv befindet sich im Schweizerischen Literaturarchiv in Bern. Die Autorin lebt in Ronco sopra Ascona (Kanton Tessin).

## Auszeichnungen
- 1978: Schweizer Jugendbuchpreis für das Gesamtwerk
- 1980: Einzelwerkspreis der Schweizerischen Schillerstiftung
- 1988: Ehrengabe der Stadt Zürich
- 1989: Schubart-Literaturpreis
- 1991: Buchpreis der Stadt Zürich
- 1994: Droste-Preis der Stadt Meersburg
- 1994: Kulturpreis der Stadt St. Gallen
- 1999: Justinus-Kerner-Preis der Stadt Weinsberg
- 2001: Stipendium der Calwer Hermann-Hesse-Stiftung
- 2012: Ehrendoktorwürde der Universität Bern
- 2023: Glarner Kulturpreis[3]

## Werke

### Romane

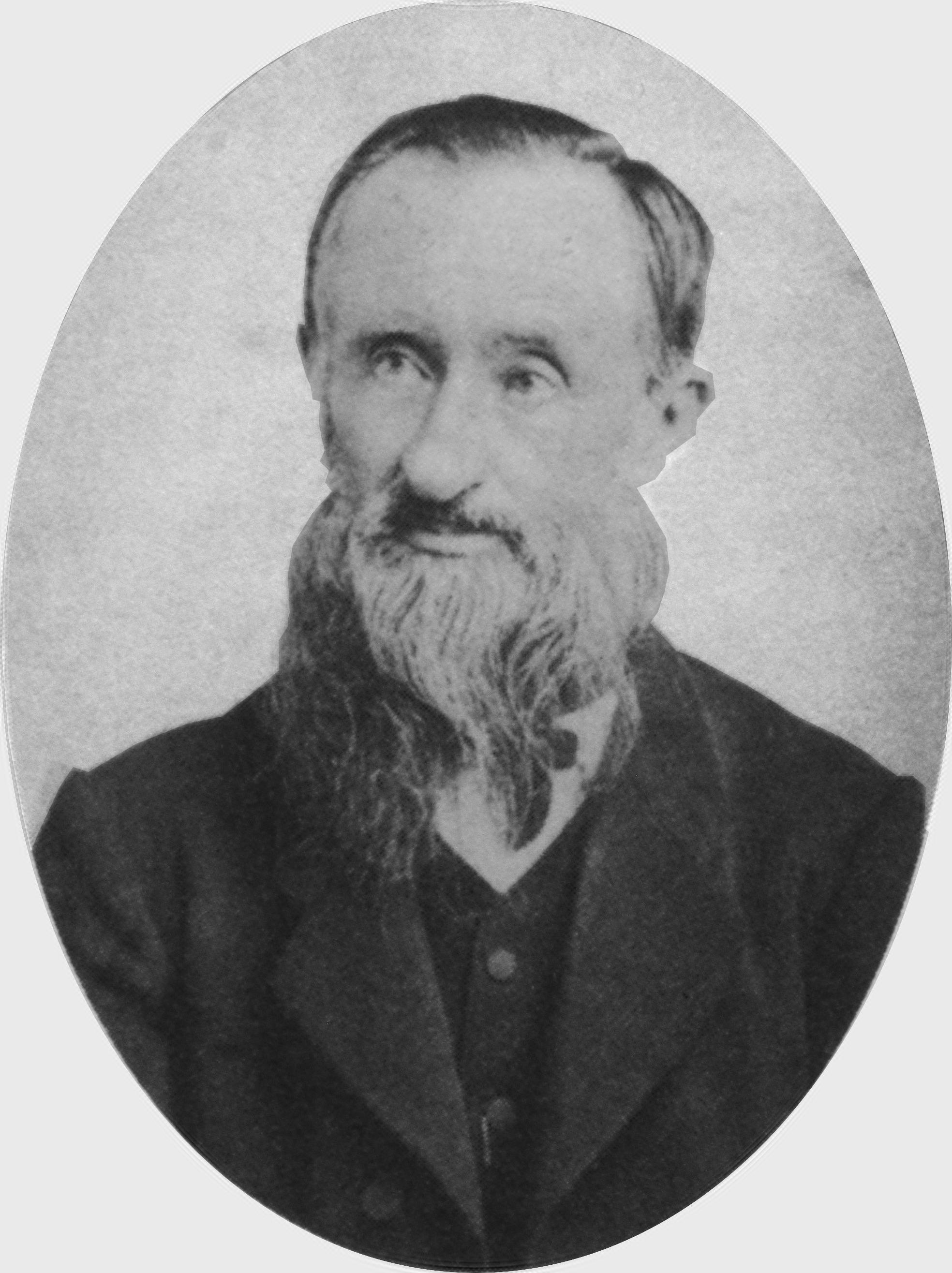
Thomas Davatz, Hauptfigur in «Ibicaba. Das Paradies in den Köpfen», Foto um 1880

- Anna Göldin. Letzte Hexe. Benziger, Zürich 1982, ISBN 3-545-36356-2; als dtv Taschenbuch: München 1996, ISBN 3-423-12255-2.
- Ibicaba. Das Paradies in den Köpfen. Nagel & Kimche, Zürich 1985, ISBN 3-312-00114-5.
- Der Riese im Baum. Nagel & Kimche, Zürich 1988, ISBN 3-312-00137-4.
- Die Wachsflügelfrau. Geschichte der Emily Kempin-Spyri. Roman. Nagel & Kimche, Zürich 1991, ISBN 3-312-00175-7.
- Der Zeitreisende. Die Visionen des Henry Dunant. Nagel & Kimche, Zürich 1994, ISBN 3-312-00199-4.
- Die Vogelmacherin. Die Geschichte von Hexenkindern. Nagel & Kimche, Zürich 1997, ISBN 3-312-00232-X.
- Aline und die Erfindung der Liebe. Nagel & Kimche, Zürich 2000, ISBN 3-312-00269-9.
- Tells Tochter. Julie Bondeli und die Zeit der Freiheit. Nagel & Kimche, Zürich 2004, ISBN 3-312-00342-3.
- Stein bedeutet Liebe. Regina Ullmann und Otto Gross. Nagel & Kimche, Zürich 2007, ISBN 978-3-312-00397-6.
- Mit dem letzten Schiff: Der gefährliche Auftrag von Varian Fry. Nagel & Kimche, Zürich 2013, ISBN 978-3-312-00553-6.
- Stürmische Jahre: Die Manns, die Riesers, die Schwarzenbachs. Nagel & Kimche, Zürich 2015, ISBN 978-3-312-00668-7.
- Tag der offenen Tür im Himmel. Nagel & Kimche, München 2017, ISBN 978-3-312-01036-3.
- Tochter des Geldes: Mentona Moser – die reichste Revolutionärin Europas. Roman eines Lebens. Nagel & Kimche, Zürich 2019.
- Der andere Mozart. Novelle. Nagel & Kimche, Zürich 2024, ISBN 978-3-31-201365-4.

### Kinder- und Jugendbücher
- Stop, Daniela! sowie Die Eidechse mit den Similisteinen und andere Erzählungen. Rex, Luzern 1962
- Ferdi und die Angelrute (mit Bildern von Robert Wyss). Rex, Luzern 1963
- Adieu Paris, adieu Catherine. Benziger, Zürich/Einsiedeln/Köln 1966
- Komm wieder, Pepino. Benziger, Zürich 1967
- Die seltsamen Freunde. Benziger, Zürich 1970
- Der Sonntagsvater. Otto Maier, Ravensburg 1973
- Ein Baum für Filippo (Bilder von Józef Wilkoń). Atlantis, Zürich/Freiburg 1973
- Unterm Neonmond (Neun Kurzgeschichten). Georg Bitter, Recklinghausen 1974
- Der Zauberelefant (zusammen mit Antonella Bolliger-Savelli). Zürich 1974
- Denk an mich, Mauro. Benziger, Zürich 1975
- Der Buchstabenkönig und die Hexe Lakritze. 2 Geschichten (Bilder von Peter Sis). Benziger, Zürich 1977
- Dann kroch Martin durch den Zaun (zusammen mit Dorothea Desmarowitz). Otto Maier, Ravensburg 1977
- Die Insel des blauen Arturo. Benziger, Zürich 1978
- Die Hexe Lakritze und Rino Rhinozeros. Benziger, Zürich 1979
- Denk an den Trick, Nelly. Benziger, Zürich 1980
- Der Buchstabenkönig (ill. v. Lilo Fromm). dtv, München 1981
- Hexe Lakritze (Bilder von Hans Poppel). Rowohlt (rororo rotfuchs 273), Reinbek 1981
- Jahre mit Flügeln. Arena, Würzburg 1981
- Das kleine Auto Jukundus. Mit 10 farbigen, ganzseitigen Zeichnungen von St. Galler Kindern. Ex Libris, Zürich 1981
- Die Katze Muhatze und andere Geschichten. Schroedel, Hannover 1983
- Elisabeth von Thüringen (Mit Bildern von Antonella Bolliger-Savelli). Patmos, Düsseldorf 1983, ISBN 3-491-79042-5.
- Der wunderbare Ottokar (mit Bildern von Edith Schindler). Benziger, Zürich 1983, ISBN 3-545-31118-X.
- Im Winterland. Ein Bilderbuch (gemalt von Michèle Lemieux). Otto Maier, Ravensburg 1984, ISBN 3-473-33583-5.
- Der Buchstabenvogel (ill. v. Lilo Fromm). dtv, München 1984, ISBN 3-423-70043-2.
- Der Löchersammler. Benziger, Zürich 1984, ISBN 3-545-31124-4.
- Die Pipistrellis (zusammen mit Józef Wilkoń). Bohem-Press, Zürich 1985, ISBN 3-85581-173-3.
- Der Buchstabenclown (Bilder von Rolf Rettich). dtv, München 1985, ISBN 3-423-07530-9.
- Das Schweinchen Bobo (mit Bildern von Maren Briswalter). Nagel & Kimche, Zürich 1986, ISBN 3-312-00709-7.
- Der Buchstabenräuber (Bilder von Rolf Rettich). dtv, München 1987, ISBN 3-423-07584-8.
- Die Blumenstadt (zusammen mit Štěpán Zavřel). Bohem-Press, Zürich 1987, ISBN 3-85581-184-9.
- Im Traum kann ich fliegen (ill. v. Käthi Bhend). NordSüd Verlag, Zürich 2020, überarbeitete Neuauflage der Ausgabe von 1988, ISBN 978-3-314-10542-5.
- Babas große Reise (mit Bildern von Maren Briswalter). Nagel & Kimche, Zürich 1989, ISBN 3-312-00728-3.
- Ottilie Zauberlilie. Oetinger, Hamburg 1990, ISBN 3-7891-1007-8.
- So ein Sausen ist in der Luft (ill. v. Käthi Bhend). Otto Maier, Ravensburg 1992, ISBN 3-473-33497-9.
- Die Schule fliegt ins Pfefferland (mit farbigen Bildern von Maren Briswalter). Edition Bücherbär bei Arena, Würzburg 1993, ISBN 3-401-07136-X.
- Die Buchstabenmaus (Bilder von Lilo Fromm). München 1994, ISBN 3-423-75034-0.
- Die Riesin (ill. v. Renate Seelig). Ellermann, München 1996, ISBN 3-7707-6375-0.
- Hexe Lakritze und die Zauberkugel (ill. von Ulrike Mühlhoff). Edition Bücherbär bei Arena, Würzburg 2006, ISBN 978-3-401-08744-3.
- Die Nacht im Zauberwald. Nach einer Sage aus der Südschweiz. (ill. v. Käthi Bhend). NordSüd Verlag, Zürich 2021, überarbeitete Neuauflage der Ausgabe von 1992 und 2006, ISBN 978-3-314-10580-7.
- Schultüten-Geschichten (Zeichnungen von Karoline Kehr). dtv (Lesen lernen leicht gemacht), München 2007, ISBN 978-3-423-71235-4.

### Anderes
- Novemberinsel. Erzählung. Arche, Zürich 1979.
- Freiräume. Gedichte. Spectrum, Stuttgart 1982.
- Dass jemand kommt... Gedichte. Pendo, Zürich 1986.
- Auf Wörtern reisen. Pendo, Zürich 1993.
- Von Rändern kommt Erneuerung. Literaturabend mit Eveline Hasler (mit Justin Rechsteiner). Romero-Haus, Luzern 1995.
- Der Jubiläums-Apfel und andere Notizen vom Tage. dtv, München 1998.
- Die namenlose Geliebte. Geschichten und Gedichte. Nagel & Kimche, Zürich 1999.
- Sätzlinge. Gedichte. Nagel & Kimche, Zürich 2000.
- Spaziergänge durch mein Tessin. Landschaft, Kultur und Küche. Sanssouci, Zürich 2002.
- Engel im zweiten Lehrjahr. Nagel & Kimche, München 2009.
- Und werde immer Ihr Freund sein. Hermann Hesse, Emmy Hennings, Hugo Ball. Nagel & Kimche, München 2010, ISBN 978-3-312-00461-4.
- Der Engel und das schwarze Herz. Nagel & Kimche, München 2012.

### Hörbücher
- Die Signora, ihr Palazzo und die Musik. CD. Edition Isele, Eggingen 2000, ISBN 978-3-86142-204-4
- Die Felshöhle des jungen Hermann Hesse – Literarische Spurensuche im Tessin. Audio-CD. (Live-Mitschnitt einer Lesung). Universal Music, Hamburg 2002, ISBN 3-8291-1231-9.
- Klick, klick, ihr Sätzlinge. Eveline Hasler & John Wolf Brennan (Musik). CD. 49 Gedichte und die Kurzgeschichte Die namenlose Geliebte. Christoph Merian Verlag, Basel 2009, ISBN 978-3-85616-418-8.

### TV/Film/Video
- Die Achterbahn. (Regie: Mario Cortesi), SRG/ZDF/ORF/WDR 1980
- Die Hexe Lakritze. Serie für Kinder, ZDF/SRG/ORF 1983
- Peppino. 8-teilige Kinderserie (Regie: Mario Cortesi), SRG/ZDF/ORF 1983
- Anna Göldin – Letzte Hexe. (Regie: Gertrud Pinkus), 1991 (Mitarbeit am Drehbuch)